# 1922 Zulu
1922 Zulu è un asteroide della fascia principale esterna. Scoperto nel 1949,  presenta un'orbita caratterizzata da un semiasse maggiore pari a 3,235095 UA e da un'eccentricità di 0,481839, inclinata di 35,431500° rispetto all'eclittica. Ha un diametro di 20,561 km e un periodo di rotazione di 18,64 ore.
Questo asteroide fu perso poco dopo la scoperta e riscoperto solo nel 1974 da Richard Eugene McCrosky, Cheng-yuan Shao e JH Bulger sulla base di una posizione prevista da C. M. Bardwell dell'Osservatorio di Cincinnati.

## Orbita e classificazione
1922 Zulu è uno dei pochi asteroidi fortemente instabili situati in risonanza orbitale 2:1 con il gigante gassoso Giove, che corrisponde a uno dei principali lacune di Kirkwood nella fascia degli asteroidi.
È piuttosto inclinato per gli asteroidi nella fascia degli asteroidi, con un'inclinazione di 35,4 gradi. Ciò potrebbe essere correlato alla sua risonanza 2:1 con Giove.